# Wuhan Open
Wuhan Open este un turneu profesionist de tenis organizat pentru jucătoarele de tenis de sex feminin, care are loc la Wuhan, China. Prima ediție a avut loc în 2014 și aparține categoriei WTA Premier 5.

## Rezultate

### Simplu
| An        | Campioană                                            | Finalistă                                            | Scor                                                 |
| --------- | ---------------------------------------------------- | ---------------------------------------------------- | ---------------------------------------------------- |
| 2014      | Petra Kvitová                                        | Eugenie Bouchard                                     | 6–3, 6–4                                             |
| 2015      | Venus Williams                                       | Garbiñe Muguruza                                     | 6–3, 3–0, retragere                                  |
| 2016      | Petra Kvitová (2)                                    | Dominika Cibulková                                   | 6–1, 6–1                                             |
| 2017      | Caroline Garcia                                      | Ashleigh Barty                                       | 6–7(3–7), 7–6(7–4), 6–2                              |
| 2018      | Arina Sabalenka                                      | Anett Kontaveit                                      | 6–3, 6–3                                             |
| 2019      | Arina Sabalenka (2)                                  | Alison Riske                                         | 6–3, 3–6, 6–1                                        |
| 2020 2021 | Anulat din cauza pandemiei de COVID-19               | Anulat din cauza pandemiei de COVID-19               | Anulat din cauza pandemiei de COVID-19               |
| 2022 2023 | Suspendat din cauza acuzațiilor făcute de Peng Shuai | Suspendat din cauza acuzațiilor făcute de Peng Shuai | Suspendat din cauza acuzațiilor făcute de Peng Shuai |
| 2024      | Arina Sabalenka (3)                                  | Zheng Qinwen                                         | 6–3, 5–7, 6–3                                        |

### Dublu
| An        | Campioane                                            | Finaliste                                            | Scor                                                 |
| --------- | ---------------------------------------------------- | ---------------------------------------------------- | ---------------------------------------------------- |
| 2014      | Martina Hingis Flavia Pennetta                       | Cara Black Caroline Garcia                           | 6–4, 5–7, [12–10]                                    |
| 2015      | Martina Hingis (2) Sania Mirza                       | Irina-Camelia Begu Monica Niculescu                  | 6–2, 6–3                                             |
| 2016      | Bethanie Mattek-Sands Lucie Šafářová                 | Sania Mirza Barbora Strýcová                         | 6–1, 6–4                                             |
| 2017      | Chan Yung-jan Martina Hingis (3)                     | Shuko Aoyama Yang Zhaoxuan                           | 7–6(7–5), 3–6, [10–4]                                |
| 2018      | Elise Mertens Demi Schuurs                           | Andrea Sestini Hlaváčková Barbora Strýcová           | 6–3, 6–3                                             |
| 2019      | Duan Yingying Veronika Kudermetova                   | Elise Mertens Aryna Sabalenka                        | 7–6(7–3), 6–2                                        |
| 2020 2021 | Anulat din cauza pandemiei de COVID-19               | Anulat din cauza pandemiei de COVID-19               | Anulat din cauza pandemiei de COVID-19               |
| 2022 2023 | Suspendat din cauza acuzațiilor făcute de Peng Shuai | Suspendat din cauza acuzațiilor făcute de Peng Shuai | Suspendat din cauza acuzațiilor făcute de Peng Shuai |
| 2024      | Anna Danilina Irina Khromacheva                      | Asia Muhammad Jessica Pegula                         | 6–3, 7–6(8–6)                                        |